# Klat
Pour l’article ayant un titre homophone, voir Klatt.
 (décembre 2023).
KLAT est un groupe d'artistes de Genève créé en 1997 par cinq étudiants des Écoles d'Art de Genève.

## Démarche artistique
Pour KLAT, la notion de groupe est fondamentale. Face à un projet, le travail se base tout d'abord en discussion et partage d'information. La dynamique de groupe supplante les individualités; 
le résultat final étant un aboutissement commun,
le groupe demeurant théoriquement ouvert et évolutif  mais qui, depuis 2010, est composé de trois membres; Jérôme Massard, Florian Saini et Konstantin Sgouridis.
KLAT ne se résume pas uniquement à leurs propres créations. Effectivement, fondateurs et animateurs de plusieurs lieux culturels, dont le Shark et le Broom Club Social situés dans le feu 
espace culturel autogéré de Genève; Artamis, ils se soucient d'offrir des infrastructures et une opportunité pour les artistes de divers domaines culturels de s'exposer et de s’exprimer.
Le groupe KLAT s'engage sur plusieurs niveaux ; que cela soit contre la gentrification des quartiers populaires et la perte de ces « ruches artistiques », ils éprouvent de 
même un vif intérêt pour les alternatives sociales et leurs créations abordent souvent une certaine critique des institutions et de la société actuelle.
Soucieux de respecter leur vision de la création, les œuvres de taille de KLAT sont éphémères, destinées soit à la destruction, soit à une forme de mutation.
Tennessee Wiggler: The Big Fat Worm a.k.a Le Lombric Cosmique, lombric géant exposé au Centre d'art contemporain (Genève) en 2010, s'inspirait, dans une configuration regroupant plusieurs salles, de sources aussi diverses que Jeremy Narby, J.G. Ballard ou du film Le Voyage de Chihiro,.
L'œuvre, des tonnes de terre glaise, 150 chambres à air de tracteur, s'enroulant sur près de 400 mètres carrés,ne durera que le temps de l'exposition et sera partiellement 
récupérée pour construire un four à pizza dans un quartier populaire.

Dynamite, installé de sur le toit de l'Usine (Genève), haut lieu de la culture alternative genevoise, demeure cependant visible.

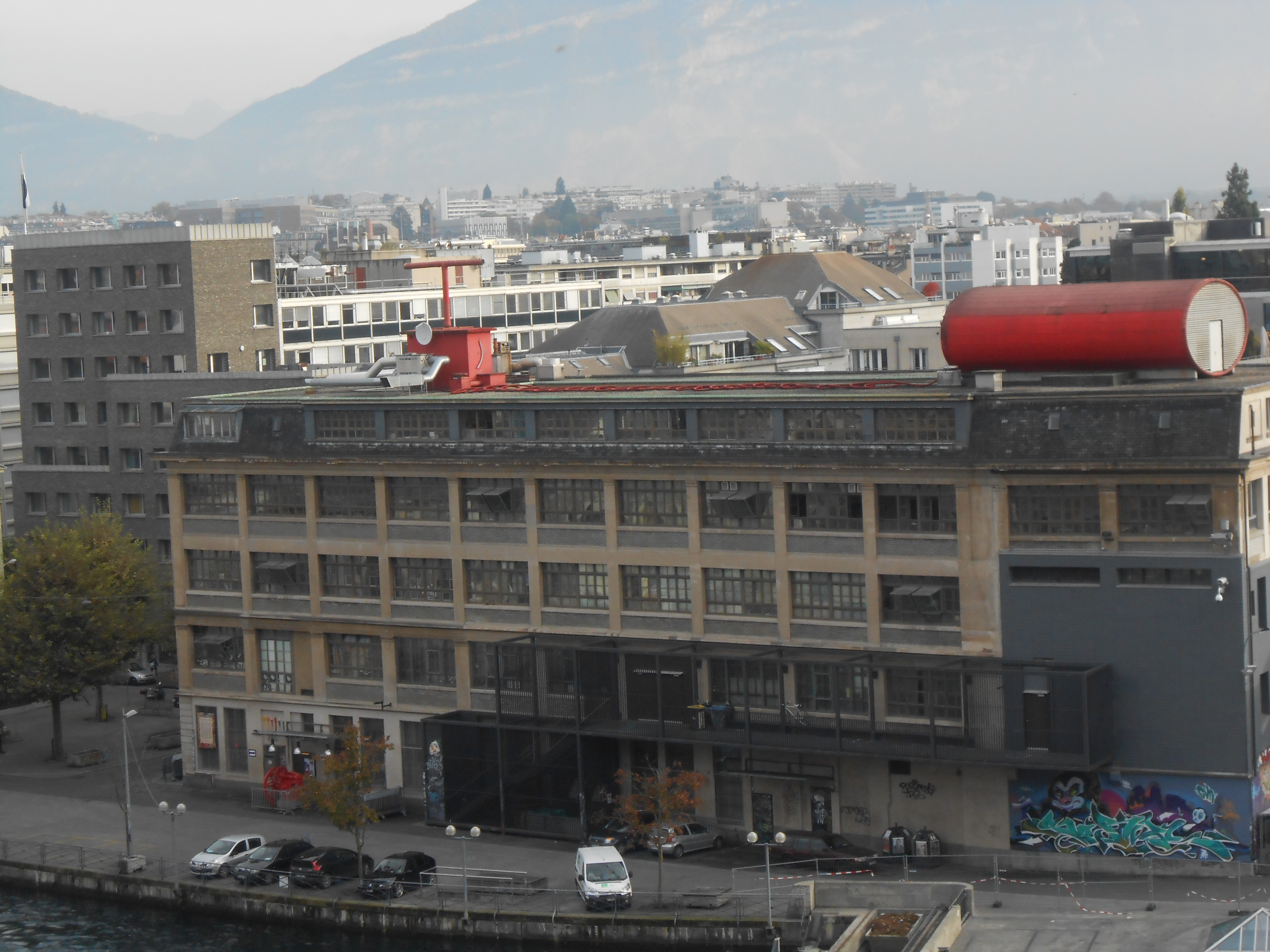
Toit de l'Usine de Genève

## Frankie a.k.a The Creature of Doctor Frankenstein

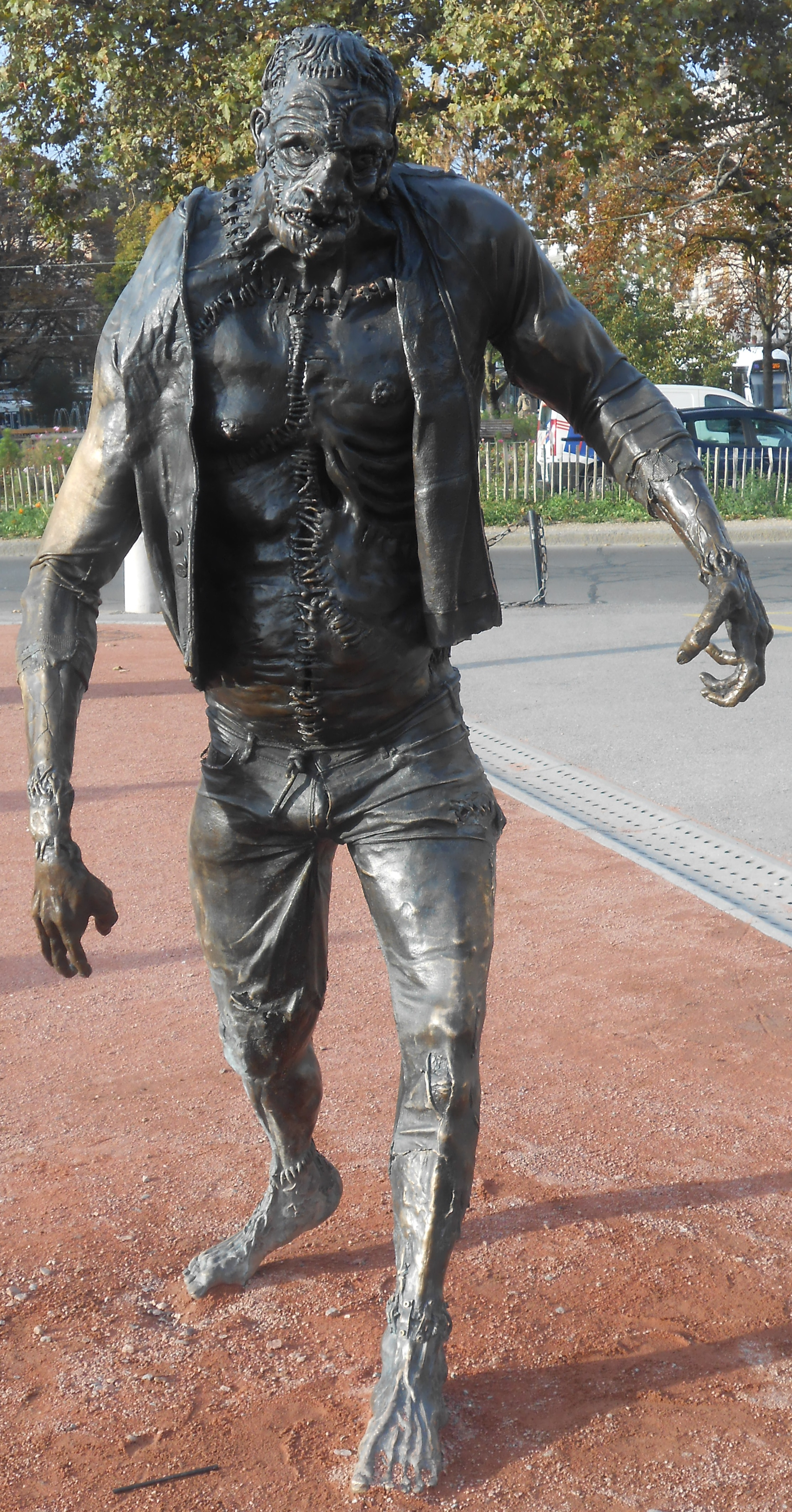
En pied.
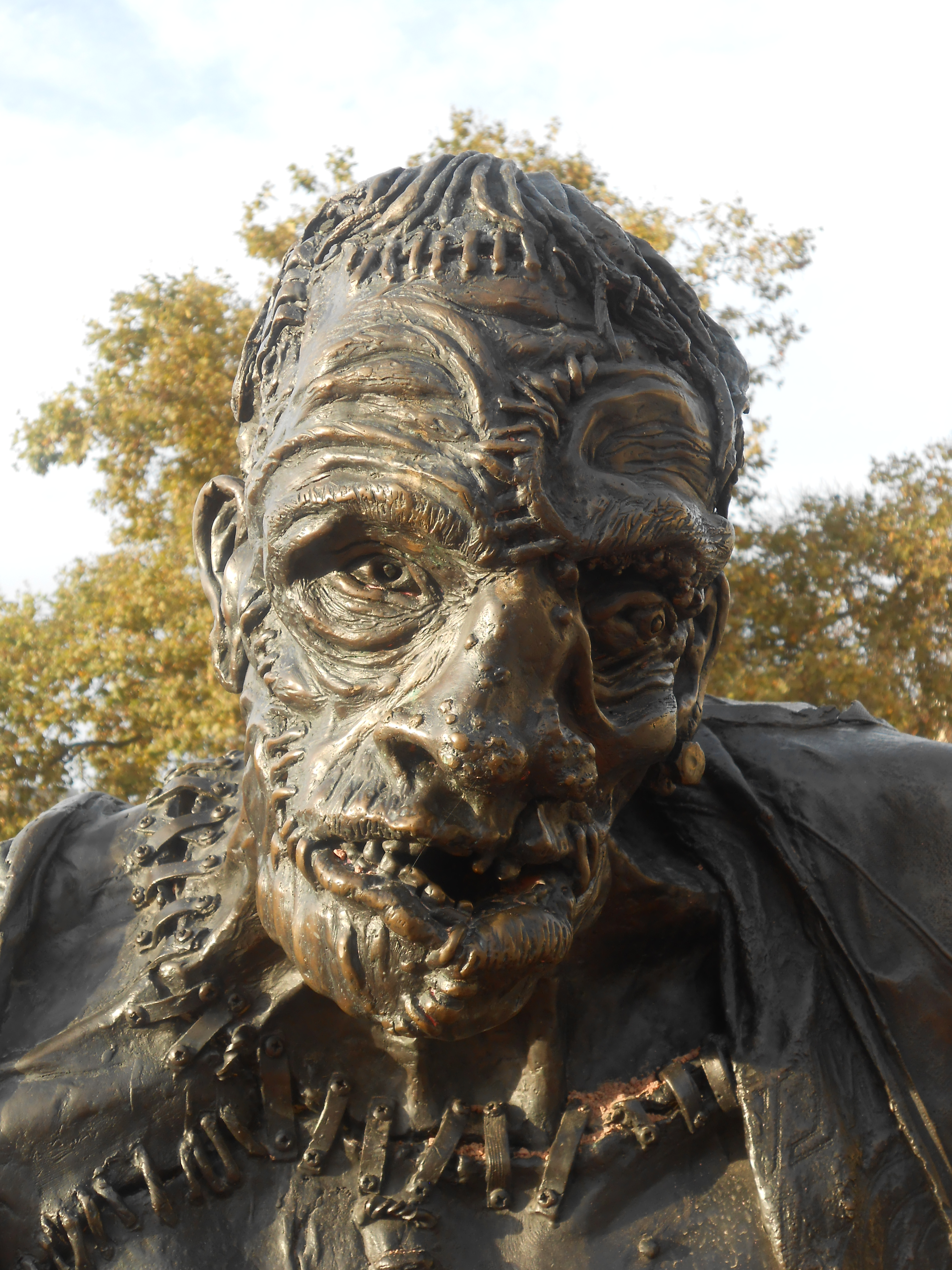
Visage.
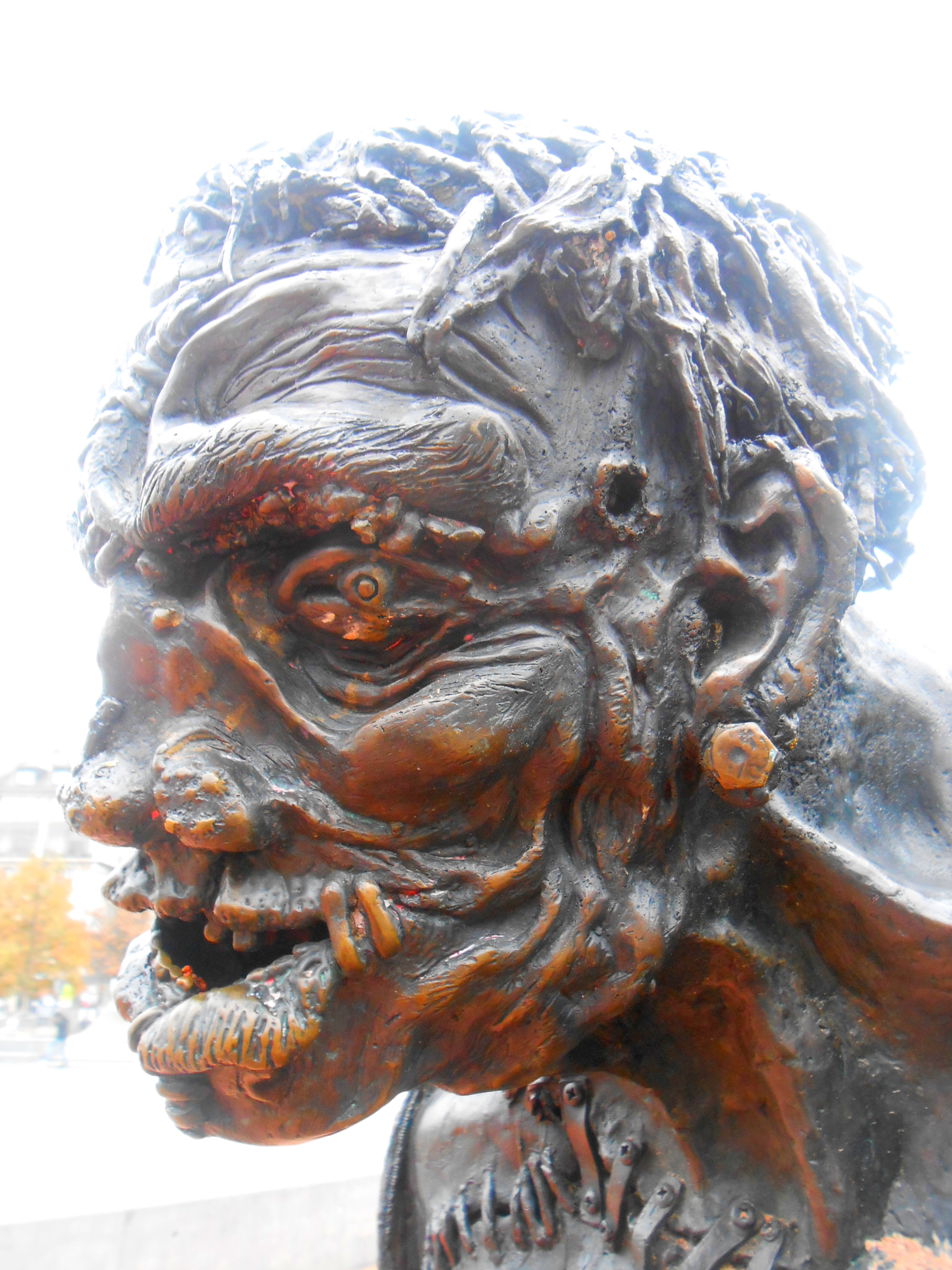
Gauche du visage.
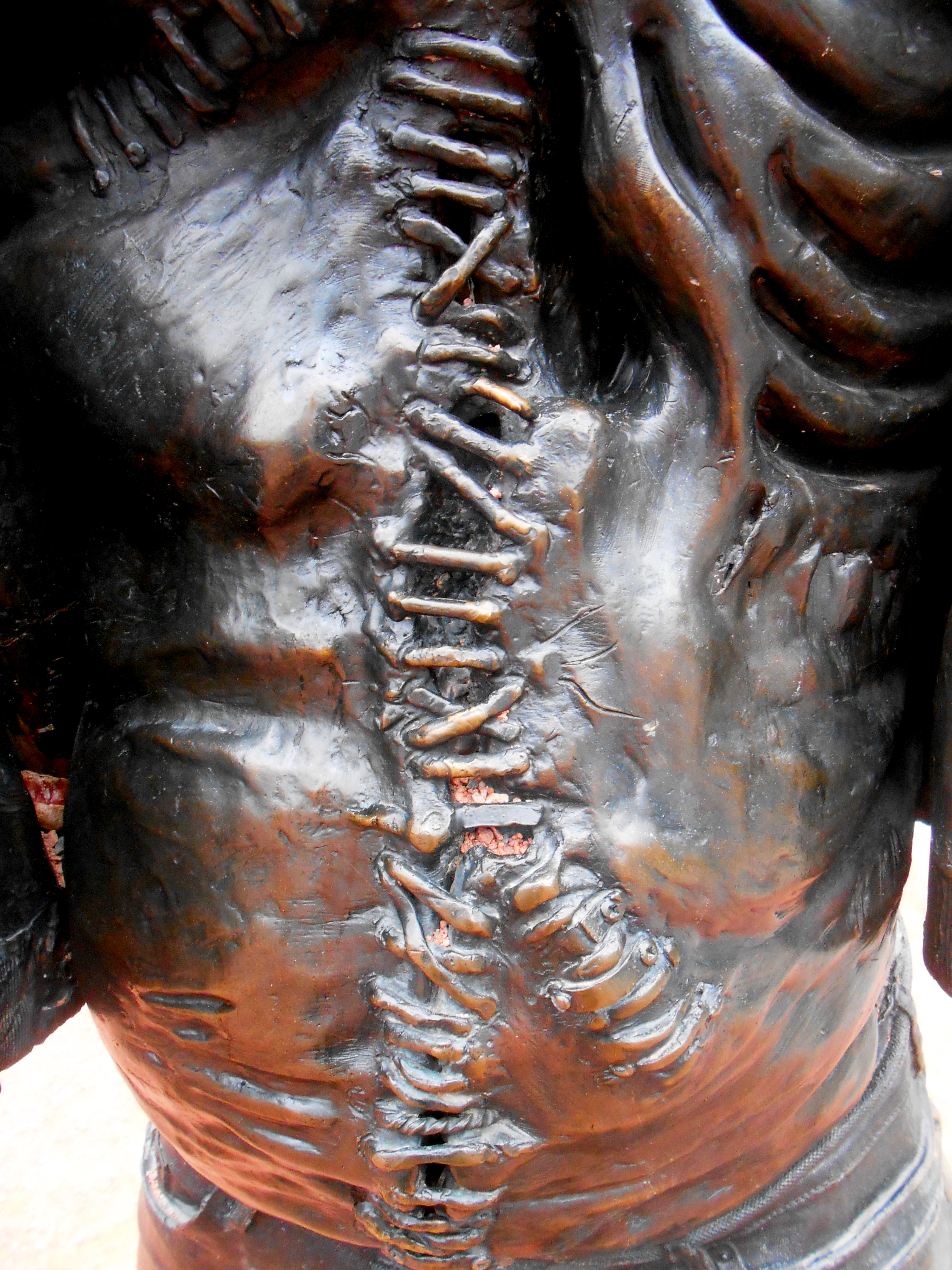
Torse.
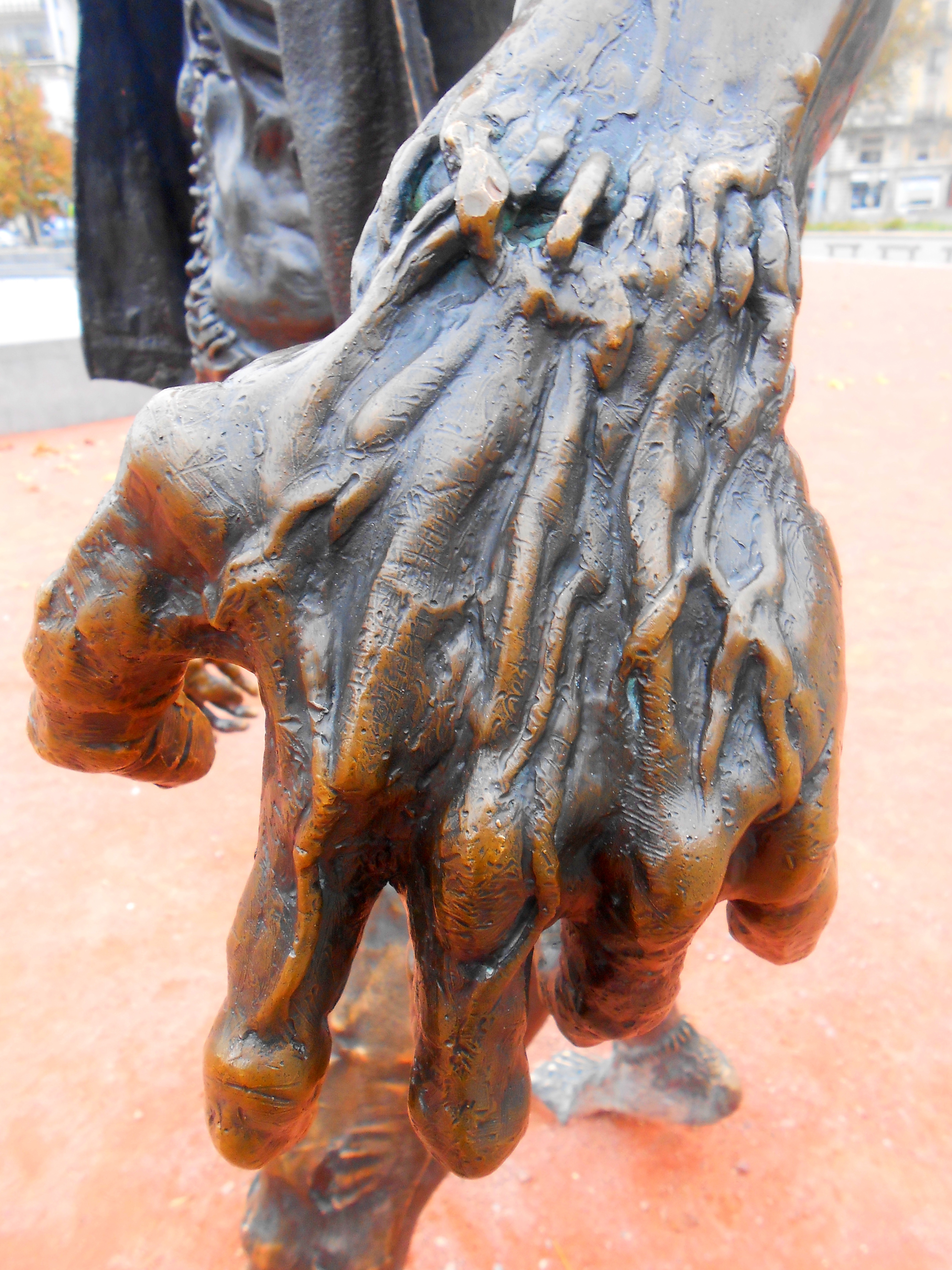
Main.
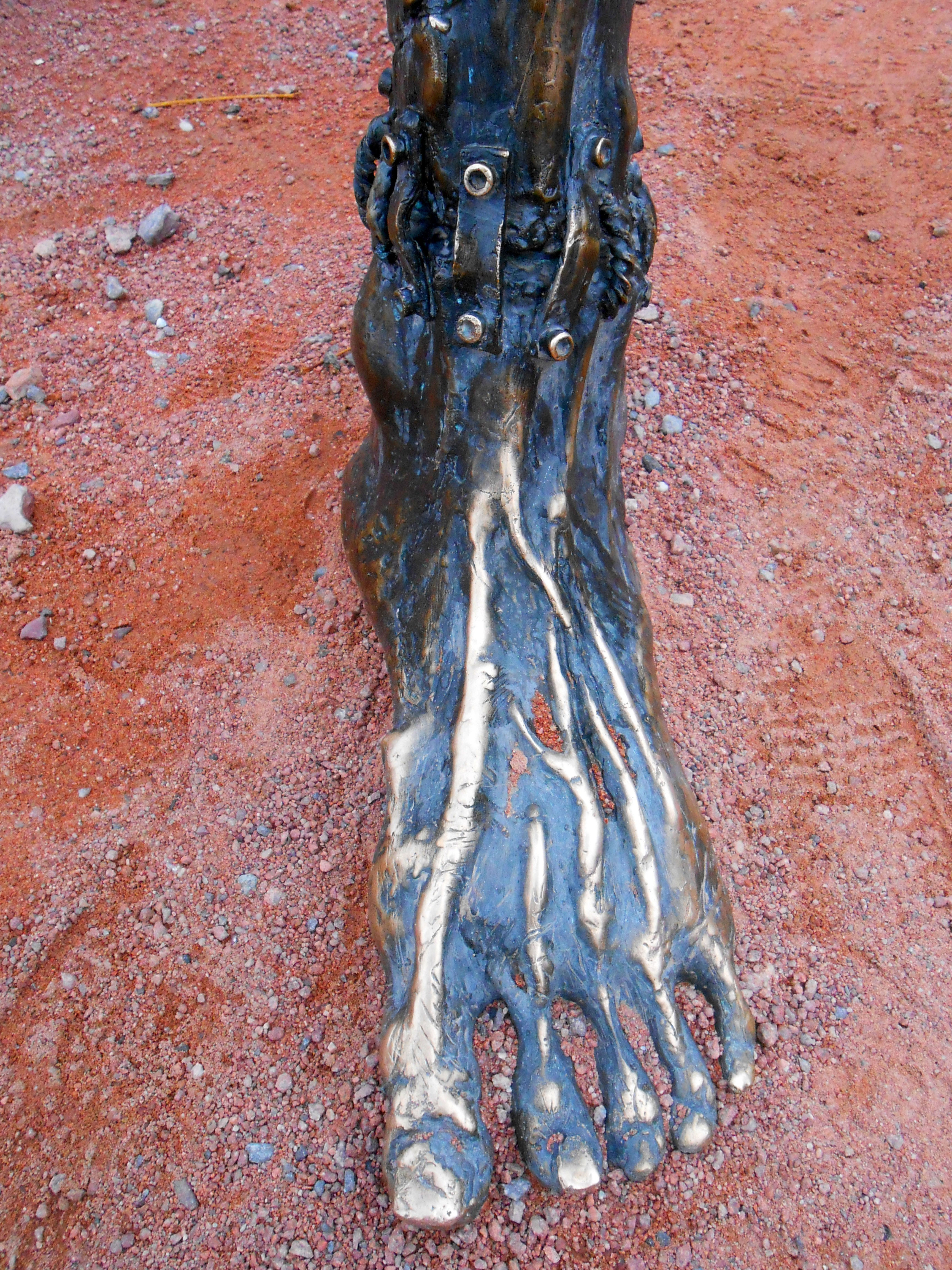
Pied.

Cette œuvre fait partie du Fonds municipal d'art contemporain de Genève (FMAC).
et est située sur la Plaine de Plainpalais ; théâtre d'actions importantes dans le livre de Mary Shelley.
Mandaté par le FMAC, KLAT s'est attelé au projet lié au bicentenaire du célèbre roman; Frankenstein ou le Prométhée moderne.

### Le personnage
Figure historique de la Ville de Genève, la créature du Dr Frankenstein, icône du différent, du marginal et, dans un sens plus large de la peur de l'autre,constituait un champ d'études proche des thématiques abordées par le groupe.

### Le matériau
KLAT avait tout d'abord songé à utiliser un matériel proche de la légende de Prométhée ; la glaise.
Le projet évoluant, le choix s'est porté sur le bronze ; pied de nez au statuaire officiel présent en ville de Genève telles que les statues du général Guillaume Henri Dufour et de Sissi, Élisabeth en Bavière. 
C'était donc de mettre sur le même piédestal les figures jugées historiques de la ville avec cette image de l'être exclu tout en lui apportant une connotation contemporaine par le biais de sa tenue vestimentaire,,.

### L'évènement
Inaugurée le samedi 17 mai 2014 sur la Plaine de Plainpalais, la performance, accompagnée par des riffs du guitariste Dylan Carlson Earth (groupe), a fait l'objet d'une mise en scène s'inspirant de la naissance de la créature et des découvertes de Alessandro Volta en 1816,.
Parallèlement, lors de la Nuit des musées 2014, KLAT a produit un cadavre exquis proposant un parcours associant 8 institutions genevoises (Bibliothèque de Genève, Jardin botanique de Genève, Fondation Martin Bodmer, Musée Ariana, Musée d'histoire des sciences de la Ville de Genève, Musée des Suisses dans le monde, Muséum d'histoire naturelle de Genève et le Musée d'art et d'histoire de Genève dans une exposition fragmentée abordant divers thèmes du roman selon la nature de l'institution.

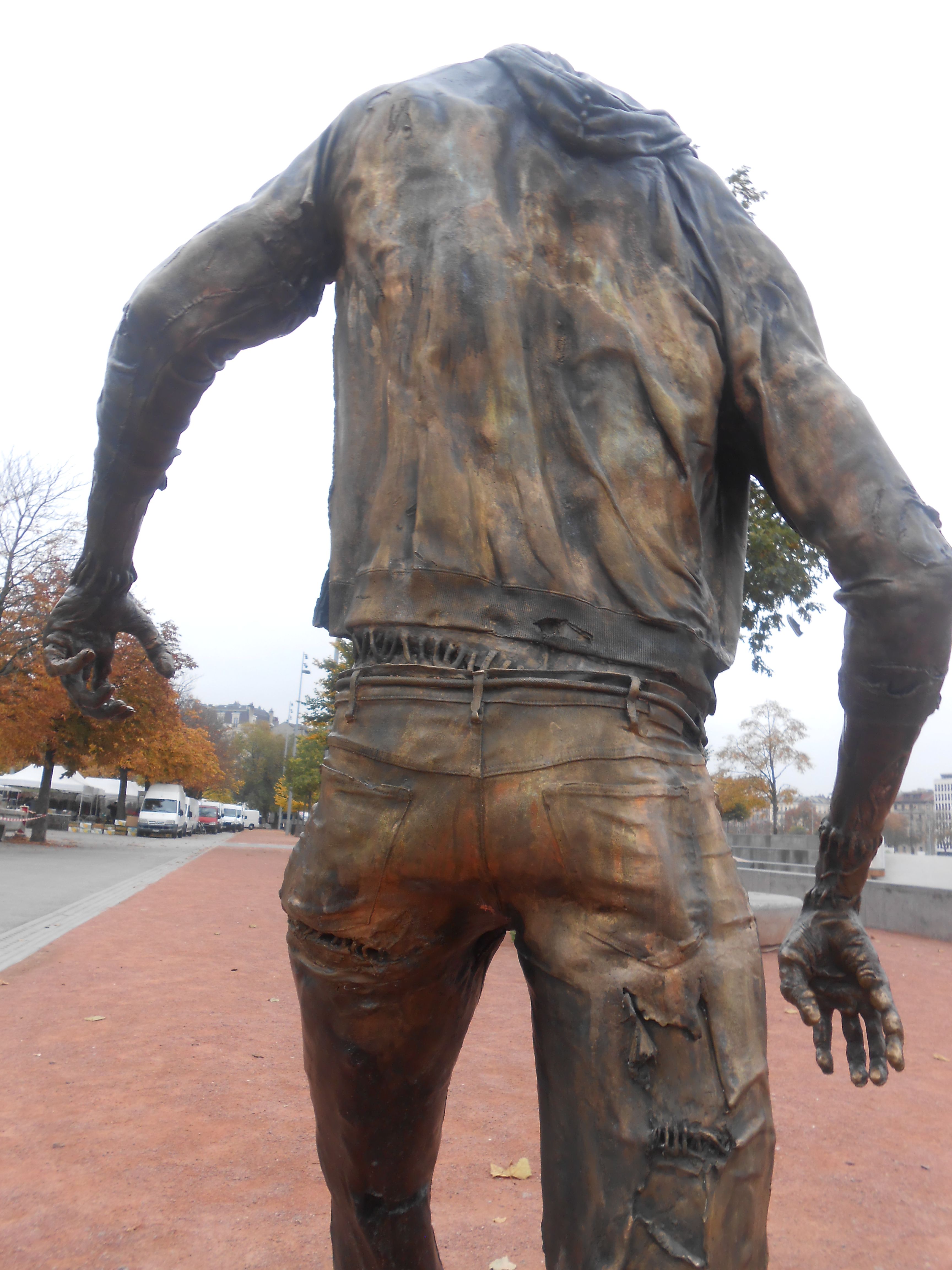

## Distinctions
2007: Bourse Berthoud de la Ville de Genève
1999: Bourse fédérale, Swiss Awards

## Expositions personnelles
| 2014 | Genève, Post Lucem Tenebrae, huit musées genevois. |
| 2013 | Genève, Christine, Bus Cartouche-Double Decker. |
| 2012 | Genève, Potager sonore, Parc Geisendorf. Genève, Le sous-sol de la peur (Evil Talk VI), Festival Antigel. |
| 2009 | Paris, Ex caligine, nova insigna, Galerie Laurent Godin. Paris, Hercule, le retour, Galerie J. Genève, Tennessee Wiggler the Big Fat Worm, Centre d'art contemporain. Genève, Chimère no 17, Musée d'ethnographie. |
| 2008 | Genève, Nony, espace SHARK. |
| 2001 | Berne, One for the money, two for the show, Galerie Francesca Pia. San Sébastian, Pays basque, Espagne, Calcinatio.                                                                                                |
| 2000 | Fribourt, Mater Suspirorum (Evil Talk III), PAC. |
| 1999 | Genève, Evil Talk II, FORDE. Londres, Evil Talk, Cubit Gallery. Genève, Gimme Five, MAMCO. |
| 1998 | Bâle, Klat meets Ecart, Art Basel. |
| 1997 | Genève, Klat 1440, Fonds espace d'art contemporain. |
|      | |

Nombreuses expositions collectives, y compris à Ramallah et à la biennale d'art contemporain de Montréal ,